# René Henriksen
René Henriksen, född 27 augusti 1969 i Glostrup, är en dansk före detta fotbollsspelare (försvarare) som under sin karriär spelade för danska Akademisk Boldklub och grekiska Panathinaikos. Henriksen spelade även 66 landskamper för Danmarks landslag och representerade landslaget vid två VM-turneringar och två EM-turneringar.
Henriksen blev år 2000 utnämnd till Årets fotbollsspelare i Danmark.